# Affad 23
Affad 23 est un site archéologique africain situé dans des dépôts alluviaux formés par un ancien bras du Nil dans le district d'Affad, au sud de Dongola, dans le nord du Soudan.

## Découverte
En 2013, des archéologues de l'Institut d'archéologie et d'ethnologie de l'Académie polonaise des sciences à Poznań ont mis au jour les vestiges d'un établissement comportant de nombreux trous de poteaux, fosses et foyers datant d'environ 50 000 ans. Auparavant, on pensait que les structures permanentes étaient associées à l'exode d'Afrique et à l'occupation ultérieure des régions en Europe et en Asie. La position du site, les artefacts lithiques collectés en 2003 et de 2012 à 2014, leur état de conservation, leur réassemblage et leur dispersion suggèrent tous qu'il s'agissait d'un atelier du Middle Stone Age utilisé de manière intermittente et pendant de courtes périodes.